# Wehrshausen (Schenklengsfeld)
Wehrshausen ist ein Ortsteil der Gemeinde Schenklengsfeld im osthessischen Landkreis Hersfeld-Rotenburg. Der Ort liegt südöstlich des Hauptortes Schenklengsfeld zwischen dem Schwärzelsberg und dem Soisberg.

## Geschichte

### Ortsgeschichte
Die älteste bekannte schriftliche Erwähnung von Wehrshausen erfolgte unter dem Namen Werichshusen im Jahr 1371. Weitere Erwähnungen erfolgten unter den Ortsnamen (in Klammern das Jahr der Erwähnung): Weringshusen (1494) und Wershausen (1585). Während des Dreißigjährigen Krieges fiel Wehrshausen wüst.
Im Jahre 1966 war Wehrshausen Bundessieger im Wettbewerb: „Unser Dorf soll schöner werden“.
Zum 1. Februar 1971 wurde die bis dahin selbständige Gemeinde Wehrshausen im Zuge der Gebietsreform in Hessen auf freiwilliger Basis in die Gemeinde Schenklengsfeld eingemeindet. Für Wehrshausen wurde, wie für alle bei der Gebietsreform eingegliederten Gemeinden sowie für die Kerngemeinde mit Lampertsfeld, ein Ortsbezirk mit Ortsbeirat und Ortsvorsteher nach der Hessischen Gemeindeordnung gebildet.

### Verwaltungsgeschichte im Überblick
Die folgende Liste zeigt die Staaten und Verwaltungseinheiten, denen Wehrshausen angehört(e):
- vor 1648: Heiliges Römisches Reich, Abtei Hersfeld, Amt Landeck
- 1648–1806: Heiliges Römisches Reich, Landgrafschaft Hessen-Kassel, Fürstentum Hersfeld, Amt Landeck
- 1807–1813: Königreich Westphalen,[Anm. 2] Departement der Werra, Distrikt Hersfeld, Kanton Landeck
- ab 1815: Kurfürstentum Hessen,[Anm. 3] Fürstentum Hersfeld, Amt Landeck[8]
- ab 1821/22: Kurfürstentum Hessen, Provinz Fulda, Kreis Hersfeld[9][Anm. 4]
- ab 1848: Kurfürstentum Hessen, Bezirk Hersfeld
- ab 1851: Kurfürstentum Hessen, Provinz Fulda, Kreis Hersfeld
- ab 1867: Königreich Preußen,[Anm. 5] Provinz Hessen-Nassau, Regierungsbezirk Kassel, Kreis Hersfeld
- ab 1871: Deutsches Reich, Königreich Preußen, Provinz Hessen-Nassau, Regierungsbezirk Kassel, Kreis Hersfeld
- ab 1918: Deutsches Reich, Freistaat Preußen,[Anm. 6] Provinz Hessen-Nassau, Regierungsbezirk Kassel, Kreis Hersfeld
- ab 1944: Deutsches Reich, Freistaat Preußen, Provinz Kurhessen, Landkreis Hersfeld
- ab 1945: Deutsches Reich, Amerikanische Besatzungszone,[Anm. 7] Groß-Hessen, Regierungsbezirk Kassel, Landkreis Hersfeld
- ab 1946: Deutsches Reich, Amerikanische Besatzungszone, Hessen, Regierungsbezirk Kassel, Landkreis Hersfeld
- ab 1949: Bundesrepublik Deutschland, Hessen, Regierungsbezirk Kassel, Landkreis Hersfeld
- ab 1971: Bundesrepublik Deutschland, Hessen, Regierungsbezirk Kassel, Landkreis Hersfeld, Gemeinde Schenklengsfeld
- ab 1972: Bundesrepublik Deutschland, Hessen, Regierungsbezirk Kassel, Landkreis Hersfeld-Rotenburg, Gemeinde Schenklengsfeld

## Bevölkerung

### Einwohnerstruktur 2011
Nach den Erhebungen des Zensus 2011 lebten am Stichtag, dem 9. Mai 2011, in Wehrshausen 243 Einwohner. Darunter waren 3 (1,2 %) Ausländer.
Nach dem Lebensalter waren 39 Einwohner unter 18 Jahren, 93 zwischen 18 und 49, 51 zwischen 50 und 64 und 57 Einwohner waren älter. Die Einwohner lebten in 90 Haushalten. Davon waren 18 Singlehaushalte, 24 Paare ohne Kinder und 42 Paare mit Kindern, sowie 8 Alleinerziehende und 3 Wohngemeinschaften. In 24 Haushalten lebten ausschließlich Senioren und in 51 Haushaltungen lebten keine Senioren.

### Einwohnerentwicklung
| Quelle: schenklengsfeld.info                            |
| • 1585: 29 Hausgesesse                                  |
| • 1673: 11 Haushaltungen                                |
| • 1747: 19 Haushaltungen                                |
| • 1826: 17 Häuser und 78 Einwohner (mit Hof Kahlhausen) |

| Wehrshausen: Einwohnerzahlen von 1834 bis 2019 | Wehrshausen: Einwohnerzahlen von 1834 bis 2019 | Wehrshausen: Einwohnerzahlen von 1834 bis 2019 | Wehrshausen: Einwohnerzahlen von 1834 bis 2019 | Wehrshausen: Einwohnerzahlen von 1834 bis 2019 |
| --- | ---------------------------------------------- | ---------------------------------------------- | ---------------------------------------------- | ---------------------------------------------- |
| Jahr |                                                |                                                |                                                | Einwohner                                      |
| 1834 | 1834                                           |                                                | 167                                            | 167                                            |
| 1840 | 1840                                           |                                                | 191                                            | 191                                            |
| 1846 | 1846                                           |                                                | 179                                            | 179                                            |
| 1852 | 1852                                           |                                                | 171                                            | 171                                            |
| 1858 | 1858                                           |                                                | 157                                            | 157                                            |
| 1864 | 1864                                           |                                                | 184                                            | 184                                            |
| 1871 | 1871                                           |                                                | 192                                            | 192                                            |
| 1875 | 1875                                           |                                                | 188                                            | 188                                            |
| 1885 | 1885                                           |                                                | 178                                            | 178                                            |
| 1895 | 1895                                           |                                                | 175                                            | 175                                            |
| 1905 | 1905                                           |                                                | 183                                            | 183                                            |
| 1910 | 1910                                           |                                                | 176                                            | 176                                            |
| 1925 | 1925                                           |                                                | 199                                            | 199                                            |
| 1939 | 1939                                           |                                                | 186                                            | 186                                            |
| 1946 | 1946                                           |                                                | 308                                            | 308                                            |
| 1950 | 1950                                           |                                                | 306                                            | 306                                            |
| 1956 | 1956                                           |                                                | 272                                            | 272                                            |
| 1961 | 1961                                           |                                                | 269                                            | 269                                            |
| 1967 | 1967                                           |                                                | 279                                            | 279                                            |
| 1970 | 1970                                           |                                                | 274                                            | 274                                            |
| 1980 | 1980                                           |                                                | ?                                              | ?                                              |
| 1990 | 1990                                           |                                                | ?                                              | ?                                              |
| 2000 | 2000                                           |                                                | ?                                              | ?                                              |
| 2010 | 2010                                           |                                                | ?                                              | ?                                              |
| 2011 | 2011                                           |                                                | 243                                            | 243                                            |
| 2019 | 2019                                           |                                                | 224                                            | 224                                            |
| Datenquelle: Historisches Gemeindeverzeichnis für Hessen: Die Bevölkerung der Gemeinden 1834 bis 1967. Wiesbaden: Hessisches Statistisches Landesamt, 1968. Weitere Quellen: LAGIS; Gemeinde Schenklengsfeld; Zensus 2011 |                                                |                                                |                                                |                                                |

### Historische Religionszugehörigkeit
| • 1885: | 178 evangelische (= 100,00 %) Einwohner                            |
| • 1961: | 224 evangelische (= 83,27 %), 42 katholische (= 15,61 %) Einwohner |

## Politik
Für den Ortsteil Wehrshausen besteht ein Ortsbezirk (Gebiete der ehemaligen Gemeinde Wehrshausen) mit Ortsbeirat und Ortsvorsteher nach der Hessischen Gemeindeordnung. Der Ortsbeirat besteht aus fünf Mitgliedern. Bei den Kommunalwahlen in Hessen 2021 lag die Wahlbeteiligung zum Ortsbeirat bei 76,88 %. Alle Kandidaten gehören der „Gemeinschaftsliste“ an. Der Ortsbeirat wählte Sigrid Erbe zur Ortsvorsteherin.

## Infrastruktur
Im Ort gibt es ein Dorfgemeinschaftshaus. Der öffentliche Personennahverkehr erfolgt durch die ÜWAG Bus GmbH mit der Linie 340.
Für die unter Denkmalschutz stehenden Kulturdenkmale des Ortes siehe die Liste der Kulturdenkmäler in Wehrshausen.

## Persönlichkeiten
- Johannes Bender (1804–1879), Ortsbürgermeister und Mitglied des kurhessischen Landtags